# Ginette Fauquet
Pour les articles homonymes, voir Fauquet.
Ginette Fauquet (née en 1930 à Paris et morte le 26 octobre 2021 à Longueuil) est une romancière et poétesse française.

## Biographie
Ginette Fauquet exerce la profession de sage-femme jusqu'en 1968 date à laquelle elle s'installe au Québec. Depuis sa retraite Ginette Fauquet s'est consacrée à de multiples passions, dont celle de l'écriture. Elle a participé à plusieurs ateliers d’écriture et a publié des recueils de poésie, un récit de vie et un roman historique. Parfum d'herbes oubliées, suivi des Épines de la rose aciculaire, un recueil de haïkus paru en 2007 aux Éditions Mille Poètes, est son plus récent ouvrage.